# Александрија (Охајо)
Александрија (енгл. Alexandria) град је у америчкој савезној држави Охајо.

## Демографија
По попису из 2010. године број становника је 517, што је 432 (508,2%) становника више него 2000. године.
| Група             | 2000.      | 2010.       |
| Белци             | 83 (97,6%) | 503 (97,3%) |
| Афроамериканци    | 0 (0,0%)   | 0 (0,0%)    |
| Азијати           | 0 (0,0%)   | 0 (0,0%)    |
| Хиспаноамериканци | 1 (1,2%)   | 6 (1,2%)    |
| Укупно            | 85         | 517         |